# Joyce Van Patten
Joyce Van Patten (Nueva York; 9 de marzo de 1934) es una actriz estadounidense de cine, televisión y teatro.

## Primeros años
Van Patten nació en la ciudad de Nueva York. Sus padres eran Josephine Rose Acerno, una ejecutiva de publicidad en revistas, y Richard Byron Van Patten, un decorador de interiores. Su madre era de ascendencia italiana, mientras que su padre era de ascendencia holandesa e inglesa. Es la hermana menor del actor Dick Van Patten, fallecido en 2015, media hermana del actor / director Tim Van Patten y tía del actor Vince Van Patten.

## Carrera

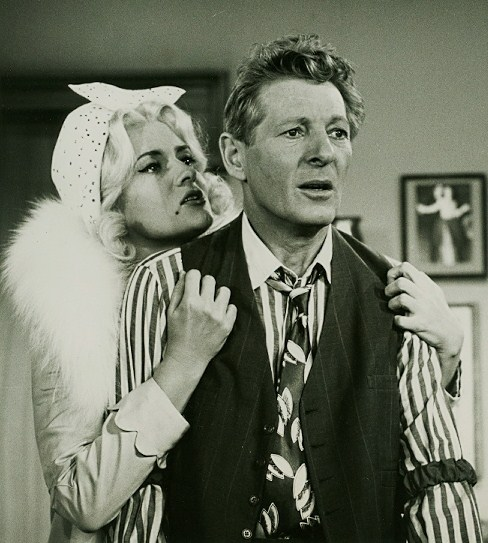
Joyce Van Patten y Danny Kaye en The Danny Kaye Show (1965).

Van Patten ha aparecido en muchísimas series de televisión. Fue miembro del elenco original de As the World Turns. Hizo su debut en la televisión en la serie The Danny Kaye Show.
Después coprotagonizó con Bob Denver y Herb Edelman The Good Guys como Claudia Gramus, la sufrida esposa del dueño del restaurante Bert Gramus (interpretado por Edelman).  Apareció en dos episodios de Perry Mason ("The Case of the Prankish Professor" y "The Case of the Thermal Thief"). También apareció en las series de televisión Stoney Burke, Hawaii Five-0, Gunsmoke, Los intocables, La Ley y el Sr. Jones, The Twilight Zone, The Jack Benny Program, The Many Loves of Dobie Gillis, The Andy Griffith Show, Mr. Novak, The Outer Limits, Mannix, The Rockford Files, Columbo, Desperate Housewives, The Odd Couple, Lou Grant, Law & Order, Oz y Los Soprano. También aparece en un episodio de Dr. en Alaska.
Sus créditos cinematográficos incluyen Te amo, Alice B. Toklas (1968), The Trouble with Girls (1969), Pussycat, Pussycat, I Love You (1970), Making It (1971), Something Big (1971), Bone (1972), Thumb Tripping (1972), Mame (1974), The Manchu Eagle Murder Caper Mystery (1975), Bad News Bears (1976), Mikey y Nicky (1976), The Falcon and the Snowman (1985), St. Elmo's Fire (1985), Billy Galvin (1986), Blind Date (1987), Monkey Shines (1988), Son como niños (2010), This Must Be the Place (2011) y God's Pocket (2014).